# Trichogramma semifumatum
Trichogramma semifumatum är en stekelart som först beskrevs av Perkins 1910.  Trichogramma semifumatum ingår i släktet Trichogramma och familjen hårstrimsteklar. Inga underarter finns listade i Catalogue of Life.